# Хлораль
Хлораль (трихлорацетальдегид, трихлоруксусный альдегид) — органическое соединение, принадлежащее к классу альдегидов, соответствующее трихлоруксусной кислоте; бесцветная жидкость со специфическим резким запахом, растворим в органических растворителях и нерастворим в воде. Впервые получен в 1832 г. Юстусом Либихом при хлорировании этанола.

## Реакционная способность
Альдегидная группа хлораля активирована за счёт отрицательного индуктивного эффекта трихлорметильной группы, поэтому карбонильный атом углерода является активным электрофильным центром. Хлораль вступает в реакции нуклеофильного присоединения образуя, в отличие от алифатических альдегидов, реагирующих с отщеплением воды, стабильные и хорошо кристаллизующиеся аддукты:
{\displaystyle {\mathsf {CCl_{3}CHO+NuH\rightarrow CCl_{3}{\text{-}}CH(OH){\text{-}}Nu\ \ NuH\ =\ RNH_{2},\ RO,\ P(O)XY}}}
Так, хлораль реагирует с водой с образованием стабильного, в отличие от ацетальдегида, гидратного аддукта — хлоральгидрата:
{\displaystyle {\mathsf {CCl_{3}CHO+H_{2}O\rightarrow CCl_{3}CH(OH)_{2}}}}
и со спиртами с образованием полуацеталей — хлоральалкоголятов:
{\displaystyle {\mathsf {CCl_{3}CHO+ROH\rightarrow CCl_{3}CH(OH)OR}}}
Так, этилполуацеталь хлоральгидрата образуется при взаимодействии хлораля, образующегося in situ при хлорировании этанола, с избытком этанола в промышленном производстве хлораля.
С аммиаком хлораль образует стабильный хлоральаммиак:
{\displaystyle {\mathsf {CCl_{3}CHO+NH_{3}\rightarrow CCl_{3}CH(OH)NH_{2}}}}
Реакция с алифатическими аминами при нагревании идёт по типу галоформного расщепления, при этом образуются соответствующий формамид и хлороформ, реакция может использоваться как метод формилирования первичных и вторичных алифатических аминов:
CCl3CHO + HNR2 {\displaystyle \to } R2NCHO + CHCl3
Вследствие высокой электрофильности карбонильного углерода хлораль реагирует на только с аминами, но и с амидами:
{\displaystyle {\mathsf {CCl_{3}CHO+RCONH_{2}\rightarrow CCl_{3}CH(OH)NHCOR}}}
Хлораль также образует аддукты c фосфорными нуклеофилами, так, он реагирует с трифенилфосфином с образованием фосфониевой соли:
CCl3CHO + PPh3 {\displaystyle \to } Ph3P+-OCH=CCl2 • Cl-
Аналогично хлораль взаимодействует с триалкилфосфитами, образуя винилфосфаты (реакция Перкова):
CCl3CHO + P(OR)3 {\displaystyle \to } (RO)2P(O)-OCH=CCl2 + RCl
С гидрофосфорильными соединениями хлораль образует аддукты нуклеофильного присоединения по карбонильной группы (реакция Абрамова) в реакцию вступают оксиды вторичных фосфинов:
CCl3CHO + R2PH {\displaystyle \to } R2P(O)CH(OH)CCl3
диалкилфосфиты и т. п., взаимодействие диметилфосфита и хлораля является промышленным методом синтеза инсектицида хлорофоса:
{\displaystyle {\mathsf {CCl_{3}CHO+(CH_{3}O)_{2}P(O)H\rightarrow (CH_{3}O)_{2}P(O)CH(OH)CCl_{3}}}}
При 100 °C хлораль гидролизуется водой с образованием глиоксиловой кислоты:
{\displaystyle {\mathsf {CCl_{3}CHO+3H_{2}O\rightarrow HCO{\text{-}}COOH+3HCl}}}
Под действием щелочей хлораль (подобно другим трихлорметилкарбонильным соединениям) претерпевает галоформное расщепление с образованием хлороформа и формиата:
{\displaystyle {\mathsf {CCl_{3}CHO+NaOH\rightarrow CHCl_{3}+HCOONa}}}
Хлораль в жёстких условиях (температуры выше 100 °C или при облучении ультрафиолетом) хлорируется, образуя четырёххлористый углерод, окись углерода и хлороводород, окисляется концентрированной азотной кислотой до трихлоруксусной кислоты и восстанавливается (например, этилатом алюминия) до трихлорэтанола:
{\displaystyle {\mathsf {3CCl_{3}CHO+Al(OC_{2}H_{5})_{3}\rightarrow 3CH_{3}CHO+(CCl_{3}CH_{2}O)_{3}Al}}}
{\displaystyle {\mathsf {(CCl_{3}CH_{2}O)_{3}Al+3H_{2}O\rightarrow 3CCl_{3}CH_{2}OH+Al(OH)_{3}}}}

## Синтез
Исторически первым методом синтеза хлораля было хлорирование этанола:
{\displaystyle {\mathsf {C_{2}H_{5}OH+4Cl_{2}\rightarrow CCl_{3}CHO+5HCl}}}
этот метод, благодаря доступности и дешевизне реагентов, остаётся основным лабораторным и промышленным методом синтеза.
Хлораль также может быть синтезирован хлорированием этиленхлоргидрина, ацетальдегида или смеси диэтилового эфира с водой при 25-90 °С, а также каталитическим синтезом из четырёххлористого углерода и формальдегида при пропускании их паров над тонко раздробленными металлами (Сu) при 300 °С.
В промышленности хлораль синтезируют хлорированием этилового спирта. Технологически непрерывный процесс хлорирования проводится в каскаде из двух реакторов — барботажных колонн с противотоком газа и жидкости. В первую колонну, охлаждаемую до 55—65 °C, подаются этанол и смесь хлора с хлороводородом, поступающая из второй колонны. Реакционная смесь из первой колонны, содержащая смесь хлорацетальдегидов, их ацеталей и полуацеталей, подаётся во вторую колонну, работающую при 90 °C, куда также подают хлор и воду, необходимую для гидролиза промежуточных продуктов хлорирования — этилацеталей для увеличения степени конверсии этанола.
Продукт, получаемый во второй колонне и представляющий собой смесь хлоральгидрата, полуацеталей хлораля и дихлорацетальдегида с примесью HCl, обрабатывают концентрированной серной кислотой, разрушающей хлоральгидрат и ацетали с высвобождением свободного хлораля и дихлорацетальдегида, органический слой отделяют, перегоняют и ректифицируют, возвращая дихлорацетальдегид на хлорирование.

## Применение

Синтез ДДТ из хлораля и хлорбензола

Хлораль используют в производстве инсектицидов, в частности в производстве ДДТ конденсацией с хлорбензолом, хлорофоса конденсацией с диметилфосфитом и, далее, дихлофоса дегидрохлорированием хлорофоса.
Хлоральгидрат обладает снотворным и седативным действием и входит в список препаратов Всемирной организации здравоохранения, использующихся при анестезии.